# 有理村
有理村是隶属于广西壮族自治区贵港市桂平市油麻镇的一个行政村。

## 地理
属于桂平市东区油麻镇的一个村，地貌为丘陵地带，南面东面为山岭包围，西面为郑村,，北面与油麻镇中心接壤，村中间有大体为南向北走向的有理河。

## 文化
学校有有理中心小学，历史上还曾有初级中学，现已撤消。

## 历史建筑
- 五昌祠：为郑、何、李、黄、玉5姓共同祭祖祠堂。
- 惜字炉：旧时村民信奉文化知识，于是专门建有惜字炉集中焚化处理带字纸张，告诫世人爱惜文字流传文化。